# Elderton
Elderton  è una borough degli Stati Uniti d'America, nella contea di Armstrong nello Stato della Pennsylvania. Secondo il censimento del 2000 la popolazione è di 358 abitanti.

## Società

### Evoluzione demografica
La composizione etnica vede una prevalenza di quella bianca (99,44%), seguita da quella afroamericana (0,28%), dati del 2000.
| borough di Elderton Popolazione |     |
| 2000                            | 358 |
| Stima al 2009                   | 332 |